# وليم مارتن
وليم مارتن (بالإنجليزية: William Martin)‏ )؛ كاتب وروائي أمريكي.

## روابط خارجية
- وليم مارتن على موقع إن إن دي بي (الإنجليزية)